# Hexarrhopala rufipennis
Hexarrhopala rufipennis är en skalbaggsart som beskrevs av Aurivillius 1916. Hexarrhopala rufipennis ingår i släktet Hexarrhopala och familjen långhorningar. Inga underarter finns listade i Catalogue of Life.